# Роговичі (рід)
Роговичі — козацько-старшинський, згодом — дворянський рід, що походить від Андрія Роговича (17 ст.), який, згідно з родинним переказом, належав до польського шляхетства.
Його син — Данило Андрійович (бл. 1696 — до 1745), значковий товариш Стародубського полку (1739—1741). Нащадки Данила обіймали в Стародубському полку уряди возних, значкових товаришів та канцеляристів полкової канцелярії.
До цього роду належали: Петро Іванович (1809—1892), в. о. херсонського (1844) та чернігівського (1845) губернських прокурорів, в. о. голови Ковенської палати карного суду (1849), сенатор (1864) і таємний радник (1864), та його син Олексій Петрович (1858—1935), державний, громадський і релігійний діяч, самарський віце-губернатор (1891–95), ковенський (1899—1901) та ярославський (1902—1905) губернатор, таємний радник (1906), гофмейстер імператорського двору (1906), сенатор (1906), товариш обер-прокурора Найсвятішого Синоду (1906—1912), член Державної ради Російської імперії (1912—1917), член багатьох релігійних товариств; брати Іван Дмитрович (1843 — до 1910), стародубський земський діяч, приват-доцент Московського університету, Михайло Дмитрович (1844—1910), таємний радник (1905), голова Ковенського окружного суду (із 1895), та Дмитро Дмитрович (1847 — після 1912), стародубський земський діяч; Опанас Семенович (1813—1878), відомий учений, доктор природничих наук (1853), професор ботаніки Київського університету (1853–68), автор низки наукових праць з палеонтології, мінералогії, ботаніки Київщини, та його син Микола Опанасович (1855—1913), відомий хірург, доктор медицини (1885), зав. кафедри хірургічної патології (1891—1895) та професор (1890—1891, 1895—1907) Томського університету, завідувач хірургічною факультетською клінікою (1891—1909). Автор низки праць.
Існувала також гілка Роговичів-Рижковських, яка походила від молодшого сина родозасновника — Семена Андрійовича (1-ша пол. 18 ст.), на прізвисько «Рижий». Однак вона швидко згасла.
Рід внесений до 3-ї частини Родовідних книг Чернігівської і Ковенської губерній, а герб — до 19-ї частини «Общего гербовника дворянских родов Всероссийской империи».